# Hattarvík
Hattarvík és un poble situat a la costa est de l'illa de Fugloy, a les illes Fèroe. És un dels dos pobles que formen el municipi de Fugloy. El 2020 tenia 11 habitants. Hattarvík és la població més oriental de l'arxipèlag.
Va ser fundat el 900. La seva església de pedra data del 1899.
Hattarvík està connectat amb Hvannasund a través d'un transbordador dos cops al dia i amb Tórshavn i Klaksvík per helicòpter tres cops per setmana. Una carretera connecta Hattarvík amb Kirkja, l'altre poble de l'illa situat al sud.
La tradició diu que els floksmenn, un grup revel feroès del segle xv, eren originaris d'Hattarvík. Els més coneguts eren Høgni Nev, Rógvi Skel i Hálvdan Úlvsson, que, amb la complicitat de Sjúrður við Kellingará del poble de Kirkja, controlaven parcialment tot el nord de les Fèroe. Finalment els quatre homes van ser condemnats a mort.
Hattarvík és un dels pobles que surt esmentat al Hundabrævið, document del segle XIV que legislava la tinença de gossos a l'arxipèlag.